# Aéroport de Graz
Pour les articles homonymes, voir GRZ.
L'aéroport de Graz (allemand : Flughafen Graz), situé à Abtissendorf dans la commune de Feldkirchen bei Graz, dessert la ville de Graz en Autriche.

## Description
C'est le quatrième aéroport d'Autriche en nombre de passagers transportés, après ceux de Vienne, de Salzbourg et d'Innsbruck.

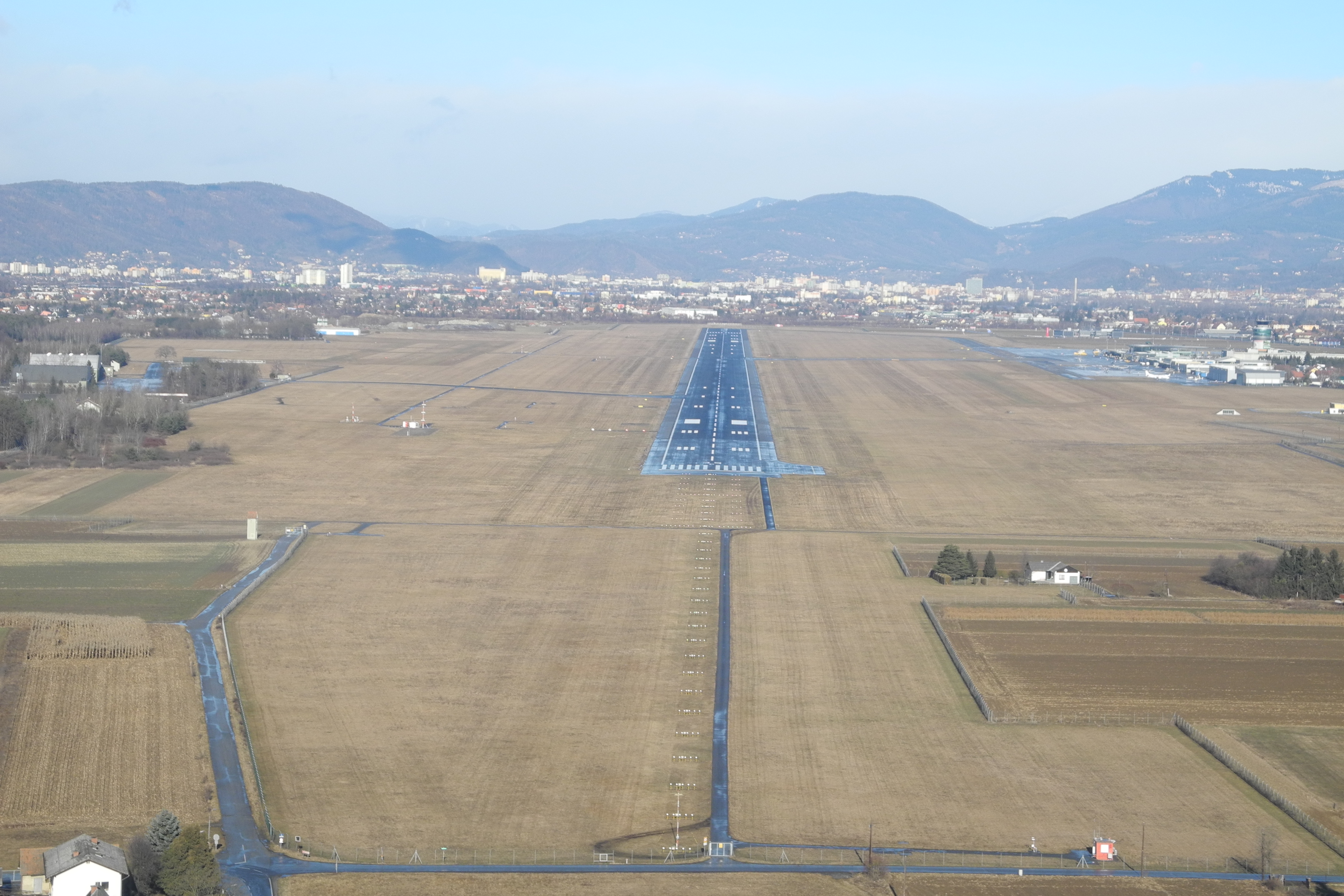
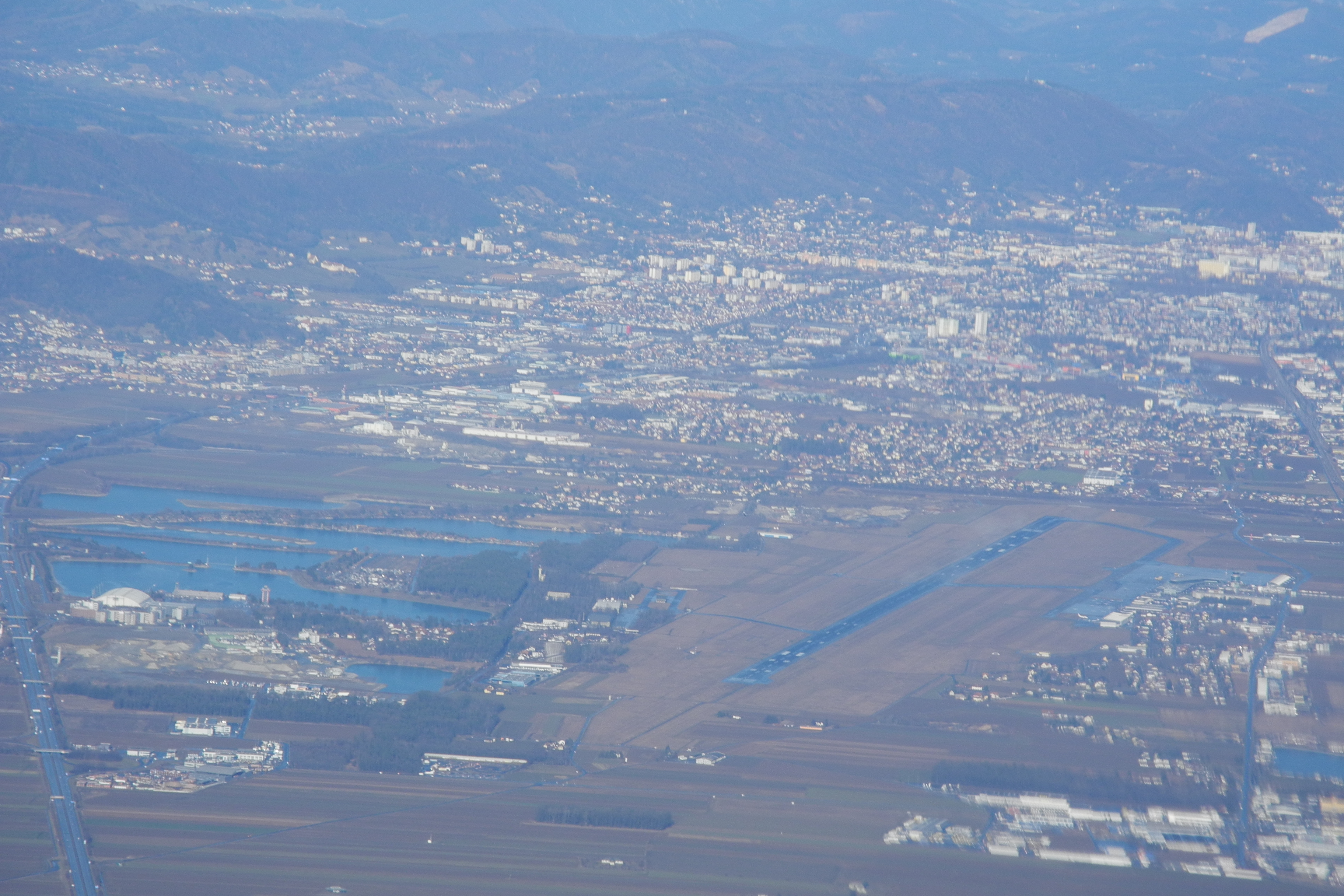

## Situation

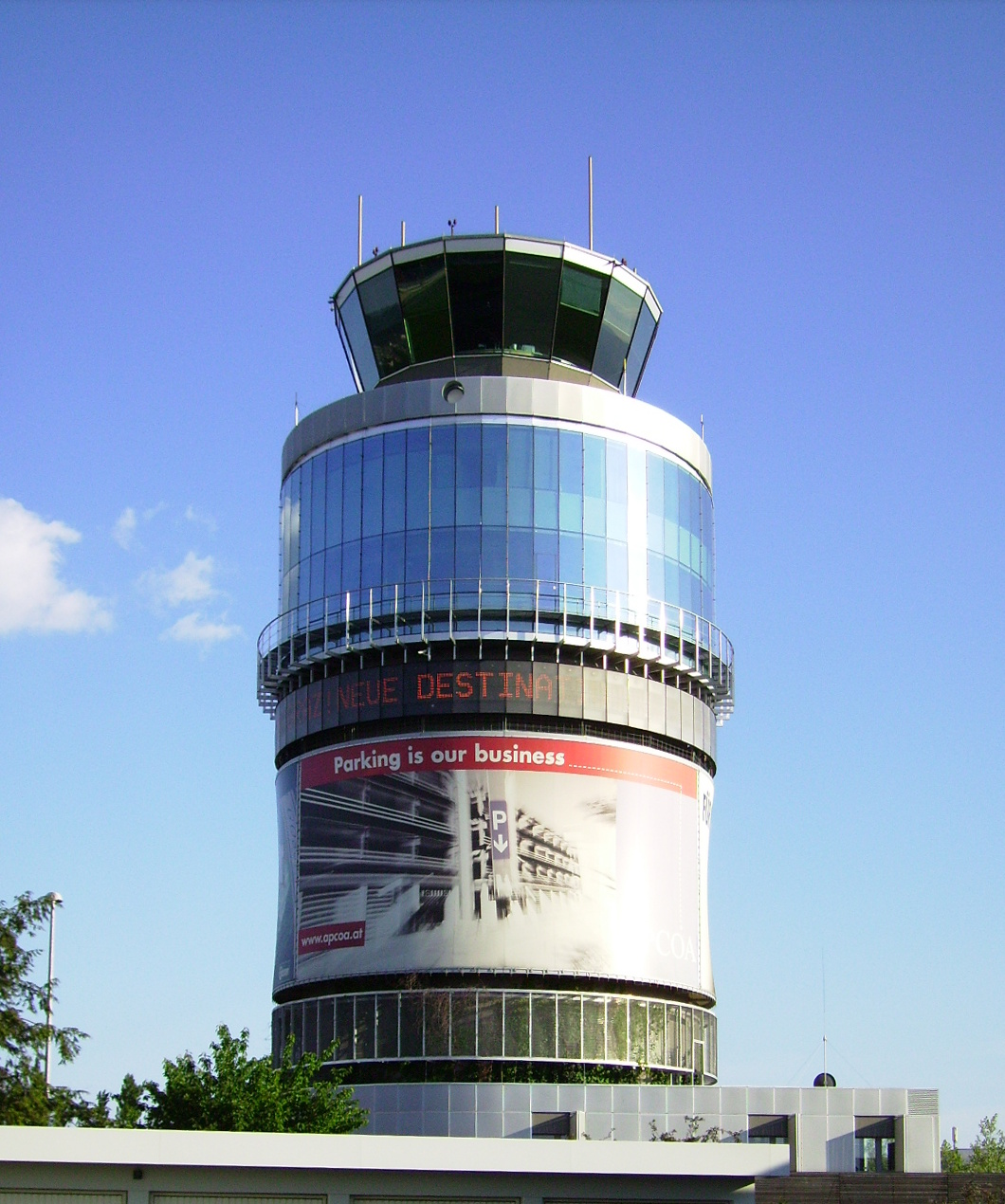
Control tower

| \| 20 km1:1 859 000 \| Graz Innsbruck Klagenfurt Linz Salzbourg Vienne-Schwechat |
| 20 km1:1 859 000                                                                 |

## Statistiques
Pour des raisons techniques, il est temporairement impossible d'afficher le graphique qui aurait dû être présenté ici.

Voir la requête brute et les sources sur Wikidata.

## Compagnies et destinations
Les compagnies aériennes suivantes desservent l’aéroport par des vols réguliers ou affrétés:
| Compagnies                    | Destinations |
| ----------------------------- | --- |
| Austrian Airlines             | Vienne-Schwechat |
| Avanti Air                    | En saison charter: Calvi Sainte-Catherine, Céphalonie, Paros, Skiathos-A. Papadiamándis |
| Corendon Airlines             | En saison: Antalya, Héraklion-N. Kazantzákis, Hurghada |
| Croatia Airlines              | En saison charter: Brač |
| European Air Charter          | En saison charter: Héraklion-N. Kazantzákis |
| Eurowings                     | Berlin-Brandebourg, Düsseldorf, Hambourg-H.-Schmidt, Stuttgart En saison: - Corfou-I. Kapodístrias, - Hurghada, - Karpathos, - Kos, - La Canée I.-Daskaloyánnis, - Larnaca, - Palma de Majorque, - Rhodes-Diagoras |
| FlyEgypt                      | En saison charter: Hurghada |
| KLM                           | Amsterdam |
| Lufthansa                     | Francfort, Munich-F. J. Strauß |
| Swiss International Air Lines | Zurich |

Édité le 06/06/2019  Actualisé le 30/01/2023